# Mecodema costellum
Mecodema costellum es una especie de escarabajo del género Mecodema, familia Carabidae. Fue descrita científicamente por Broun en 1903.
Esta especie se encuentra en Nueva Zelanda.